# EuroCOP

EuroCOP-Logo

Die European Confederation of Police (EuroCOP) ist der  Europäische Gewerkschaftsverband von Polizeigewerkschaften in der Europäischen Union. Sie ging am 31. Oktober 2002 aus der seit 1953 bestehenden Union Internationale des Syndicats de Police (UISP) hervor, um weiteren Berufsverbänden, insbesondere aus Großbritannien, einen Beitritt zu ermöglichen. Der Dachverband hat seinen Verwaltungssitz in Luxemburg.
EuroCOP ist Mitglied des  Europäischen Gewerkschaftsbundes. EuroCOP sollte nicht verwechselt werden mit dem Konzept eines „Euro-Cops“ (Europol-Ermittler, der polizeiliche Exekutivbefugnisse über Staatsgrenzen hinaus erhalten soll – siehe Interpol).

## Entwicklung
EuroCOP vertritt 35 Polizeigewerkschaften aus 27 europäischen Ländern bei EU-Institutionen in Belangen der Innen- und Rechtspolitik und repräsentiert damit insgesamt mehr als 500.000 Polizeiangehörige in Europa.
Präsidentin ist Angels Bosch Camprecios.
„Polizeiliche Themen von Europol bis hin zu den Plänen für eine Europäische Grenzpolizei sind viel zu wichtig, um sie alleine den Politikern zu überlassen“, kommentierte der GdP-Vorsitzende Konrad Freiberg anlässlich des Gründungskongresses 2002 in Roskilde nahe der dänischen Hauptstadt Kopenhagen.
Zum Dezember 2015 ist die deutsche Gewerkschaft der Polizei ausgetreten.

## Zielsetzungen
- Erhöhung der Effizienz des Polizeidienstes unter demokratischer Kontrolle
- Erstellung von Normen zur Qualifizierung von Polizeipersonal
- Bewahrung des zivilen Status von Polizeibeamten
- Verhinderung der Privatisierung von Polizeiaufgaben

## Mitglieder
- SLFP-Police/VSOA-Politie, Belgien (2002)
- Nezávislý odborový svaz Policie ?eské republiky (NOS PCR), Tschechische Republik (2006)
- Politiforbundet i Danmark, Dänemark (2002)
- The Finnish Police Federation / Suomen Poliisijarjestöjen Liito, Finnland (2002)
- Gibraltar Police Federation, Gibraltar (2015)
- Gibraltar Defence Police Federation, Gibraltar (2015)
- Panhellenic Federation of Police (PFP), Griechenland (2005)
- Landssamband Lögreglumanna (LL), Island (2002)
- Association of Garda Sergeants and Inspectors(AGSI), Irland (2002)
- Police Federation of Northern Ireland(PFNI), Irland (2015)
- Sindacato Unitario Lavoratori Polizia Locale (S.U.L.P.L), Italien, assoziiert (2013)
- Kosovo Police Service Syndicate (KPSS), Gast (2008)
- Latvijas Apvienota Policistu arodbiedriba (LAPA), Lettland, Gast (2005)
- Lietuvos VRS Respublikiné Profesiné Sajunga (LVRSRPS), Litauen, Gast
- Nacionalinis pareig?n? profesini? s?jung? susivienijimas (NPPSS), Litauen (2013)
- Syndicat National de la Police Grand-Ducale Luxembourg (SNPGL), Luxemburg (2002)
- Malta Police Association, Malta (2015)
- Vereniging van Middelbare en Hogere Politieambtenaren (VMHP), Niederlande (2007)
- Politiets Fellesforbund, Norwegen (2002)
- Associação dos Profissionais da Guarda (APG/GNR), Portugal (2017)
- Sindicato Independente Dos Agentes De Policia, Portugal (2018)
- Odborovy zväz Policie vsr (OZP), Slowakische Republik (2002)
- Union de Policias (UPOL), Spanien (2009)
- ELA-Ertzaintza Basque Country, Spanien (2002)
- Sindicat de Policies de Catalunya (SPC), Katalonien/Spanien (2002)
- Ertzainen Nazional Elkartasuna Sindicato Independiente de la Policia Vasca, Spanien (2012)
- Confederación sindical de comisiones obreras (FSC-CCOO) (2002 bzw. 2013)
- Svenska Polisförbundet, Schweden (2002)
- Verband Schweizerischer Polizeibeamter (VSPB), Schweiz (2002)
- Scottish Police Federation, Vereinigtes Königreich (2014)
- British Transport Police Federation, Vereinigtes Königreich (2002)
- Guernsey Police Association, Vereinigtes Königreich (2018)
- Civil Nuclear Police Federation (CNPF), Vereinigtes Königreich  (2011)
- Police Officers’ Union, Malta (2017)

Stand 12/2018, Druckfehler von der Homepage